# BR18
BR18 — штурмовая винтовка в компоновке булл-пап производства Сингапурской компании ST Kinetics.
Винтовка была официально представлена на авиашоу в Сингапуре в 2014 году под названием Bullpup Multirole Combat Rifle. Предназначена для стрельбы патронами 5,56 × 45 мм NATO и ST Kinetics Extended Range. В стандартной комплектации поставляется с планками Пикатинни в положениях «три», «шесть», «девять» и «12 часов».
Производство данной винтовки позволит сингапурским военным постепенно снять автомат SAR-21 с вооружения. Она также предлагается для продажи на экспорт.

## История
BR18 впервые появился на авиашоу в Сингапуре в 2012 году, где он был известен как Next-Gen Concept Bullpup Rifle. В 2014 году BR18 впервые был представлен на выставке Eurosatory под названием BMCR. К началу 2015 года винтовка должна была стать доступной как для военных, так и для правоохранительных органов.
После проведения испытаний в 2017 году компания ST Kinetics продемонстрировала серийный вариант винтовки, получившей название BR18, на выставке Singapore Airshow 2018.

## Конструкция
Ствол BR18 покрыт запатентованной сухой смазкой, которая отталкивает песок, пыль и пороховую сажу, что упрощает обслуживание. Винтовка также предназначена для работы на пляже, что позволяет стрелку безопасно вести огонь после погружения автомата в воду.
Оружие изготовлено из армированного взрывозащищенного полимера и оснащено планками Пикатинни для установки оптических прицелов и других тактических аксессуаров. На конструкцию винтовки повлияла конструкция SAR-21, благодаря чему BR18 также может использоваться как левшами, так и правшами.
ST Kinetics заявила, что эффективная дальность стрельбы BR18 составляет 460 м и 800 м при стрельбе боеприпасами M193 и SS109 соответственно. Начальная скорость пули составляет 860 м/с при использовании патронов SS109.
Рукоятка заряжания размещена над спусковой скобой. В первоначальных проектах рукоятка заряжания располагалась над упором для щеки, что означало, что человек был бы вынужден отойти от винтовки, чтобы передёрнуть затвор. Предсерийные модели улучшили это за счет того, что рукоятка для зарядки может быть сложена одной рукой и отведена назад двумя пальцами, используя силу движения рукоятки для складывания.
Спусковую скобу можно откинуть наружу, чтобы стрелок мог обращаться с оружием в перчатках.
В то время как версия 5,56 уже запланирована к производству, в настоящее время разрабатывается версия под патрон 7,62 x 51 мм НАТО. BR18 может использовать гранатомёт 40 GL производства STK, прикреплённый под стволом через планки Пикатинни.

## Варианты
BR18 доступен в следующих конфигурациях:
- Штурмовая винтовка: имеет общую длину в 645 мм и 37-см ствол.
- Легкий пулемёт: имеет 51-см ствол.
- Марксманская винтовка.